# Wilhelm-Theater (Lübeck)

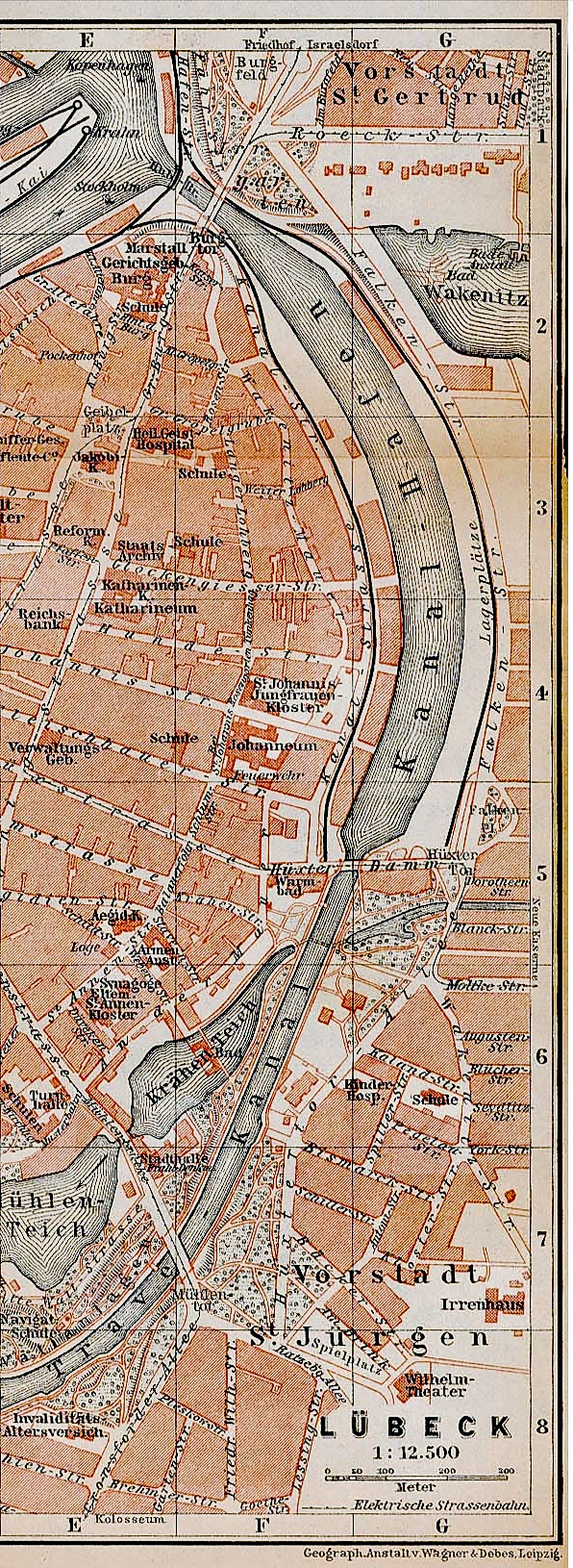
Stadtplan von 1910; das Wilhelm-Theater ist rechts unten bezeichnet (über dem Schriftzug Lübeck)

Das Wilhelm-Theater war ein Lübecker Theater.

## Geschichte
Das spätere Wilhelm-Theater wurde 1867 von Johann Carl Heinrich Hoffmann, dem späteren Direktor des Kieler Stadttheaters, als Viktoria-Theater gegründet, nachdem durch die Aufhebung der Torsperre drei Jahre zuvor die Bedingungen für Unterhaltungsbetriebe in den Vorstädten weitaus besser geworden waren.
Das Theatergebäude wurde vor dem Mühlentor an der Straße Am Brink (Nr. 9) in der Vorstadt St. Jürgen errichtet. Der Saal bot 700 Zuschauern Raum; dem Theater war ein Restaurant mit Konzertgarten angeschlossen.
In seinen Anfangsjahren war das Viktoria-Theater auf leichte Unterhaltung ausgerichtet. Aufgeführt wurden vorwiegend Lustspiele, Possen und Operetten. Nach Hoffmanns Wechsel nach Kiel 1878 wurden unter den wechselnden Direktoren der Folgezeit auch Opern in das Programm aufgenommen, und bereits 1879 kam Goethes Faust zur Aufführung. Im Jahre 1888 wurde das Viktoria-Theater zu Ehren des verstorbenen Kaisers Wilhelm I. in Wilhelm-Theater umbenannt.
1889 übernahm Emil Feldhusen die Leitung des Wilhelm-Theaters. Unter Feldhusen wurden verstärkt anspruchsvolle Stücke aufgeführt, darunter zahlreiche Dramen von Henrik Ibsen, Gerhart Hauptmanns Fuhrmann Henschel, Friedrich Schillers Kabale und Liebe oder Gotthold Ephraim Lessings Minna von Barnhelm. Ab 1899 war Leon Jessel Kapellmeister des Theaters. 1901 begann hier Reinhold Lütjohann seine Bühnenlaufbahn.
Am 11. September 1904 fand die letzte Vorstellung im Wilhelm-Theater statt. Feldhusen wechselte als Direktor und Regisseur zum neu entstehenden Theater der Stadthalle. Der Zuschauerraum wurde als Ballsaal der weiterhin bestehenden Gaststätte des Theaters weiterbenutzt, bis die Gebäude 1970 abgerissen wurden, um für das heute dort stehende Wohnhaus Platz zu schaffen.

## Bilder

Außenansicht des Wilhelm-Theaters
Zuschauersaal des Theaters
Johann Carl Heinrich Hoffmann
Emil Feldhusen